# Don (trattamento)
Don (dal latino Dominus) è un termine comunemente adoperato nella lingua italiana come prefisso al nome, quale trattamento d'onore ed informalmente come titolo onorifico.

## Evoluzione storica
L'utilizzo della parola è attestato nella letteratura italiana a partire dalla metà del XIII secolo, per indicare nobili della nobiltà milanese e napoletana, principi, duchi, marchesi di baldacchino, nobili sardi, ecclesiastici e religiosi. In Sicilia si usava per indicare i nobili, i notabili e persone di riguardo in genere, come possidenti o borghesi. L'equivalente femminile era "donna".
Sino al XIX secolo, il don era riservato ai preti appartenenti a famiglie nobili, pertanto il nome era preceduto da reverendo don; al contrario, per i preti appartenenti a famiglie popolane il nome era preceduto dal solo reverendo. Fino al XX secolo tale prefisso non era comune in Sardegna, dove al nome del sacerdote si faceva precedere la parola prete o al limite signor, e in alcune aree del Friuli, dove si anteponeva il termine pre (abbreviazione di predi, ovvero "prete").

## Etimologia ed utilizzo
Don è l'abbreviazione della parola donno, in uso ancora ai tempi di Dante Alighieri ma non più conservata, se non nella forma femminile donna, la quale deriva dalla parola latina dominus, che significa "signore", "padrone".
Sebbene formalmente il termine non costituisca un titolo, bensì un trattamento d'onore, al di là di tale ultimo uso è stato in seguito impiegato nella gerarchia cattolica per riferirsi ai presbiteri diocesani della Chiesa cattolica, detti anche clero secolare, e ai diaconi. In alternativa, i presbiteri religiosi, o clero regolare, venivano anche indicati con dom, fra (o Fratello) e con il più diffuso padre (usato anche come appellativo verso i presbiteri secolari), a seconda dell'ordine religioso di appartenenza.
Specialmente poi in Sicilia e in Campania, è un titolo per persone degne di rispetto e molto sagge (è usato, quindi, per dimostrare reverenza agli anziani). In generale, negli ambienti popolari del centro-sud dell'Italia, l'appellativo Don, così come l'equivalente femminile Donna, era molto comune, fino alla seconda metà del XX secolo, per appellare persone di alta estrazione sociale (ad es. avvocati, notai, sindaci, medici, ecc.) oppure più semplicemente persone venerande, per età o per posizione (per esempio il capofamiglia).
Inoltre, esempi letterari di personaggi famosi che hanno questo trattamento sono, fra i nobili, don Rodrigo, don Chisciotte, don Giovanni e don Fabrizio; fra gli ecclesiastici don Abbondio e don Camillo.

## Appellativi simili
Nei paesi anglofoni trova un omologo nell'appellativo Sir, che è sempre seguito dal nome e non dal cognome. In Spagna il trattamento di don si può premettere al nome di tutti i maschi (per le femmine si usa doña), mentre in Francia e in Portogallo i sacerdoti usano il titolo di dom.